# Luchtvaartbaken

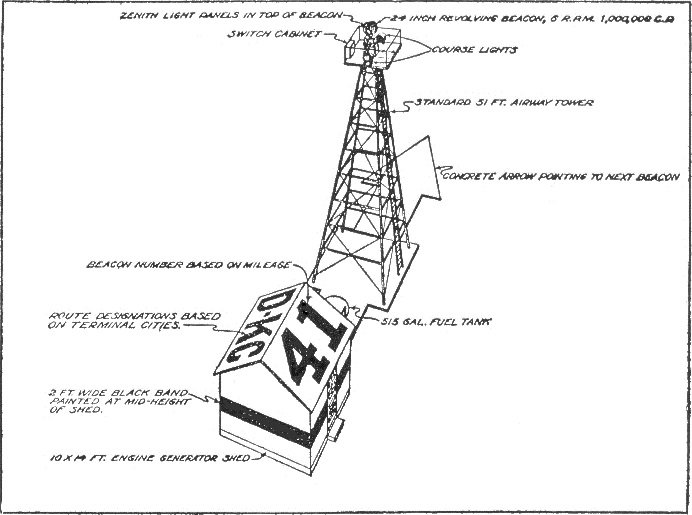
Illustratie van een Amerikaans "Airway beacon"

Een luchtvaartbaken was een baken waarmee vliegeniers in de beginperiode op zicht hun positie en (in sommige gevallen) richting konden bepalen.
In verscheidene landen is in de eerste helft van de 20e eeuw een netwerk van luchtwegen opgericht, met luchtvaartbakens als herkenningspunten.
In sommige gevallen waren de bakens 's nachts verlicht als routelicht en deden ze denken aan een vuurtoren.

## Luchtvaartbakens wereldwijd

### Frankrijk

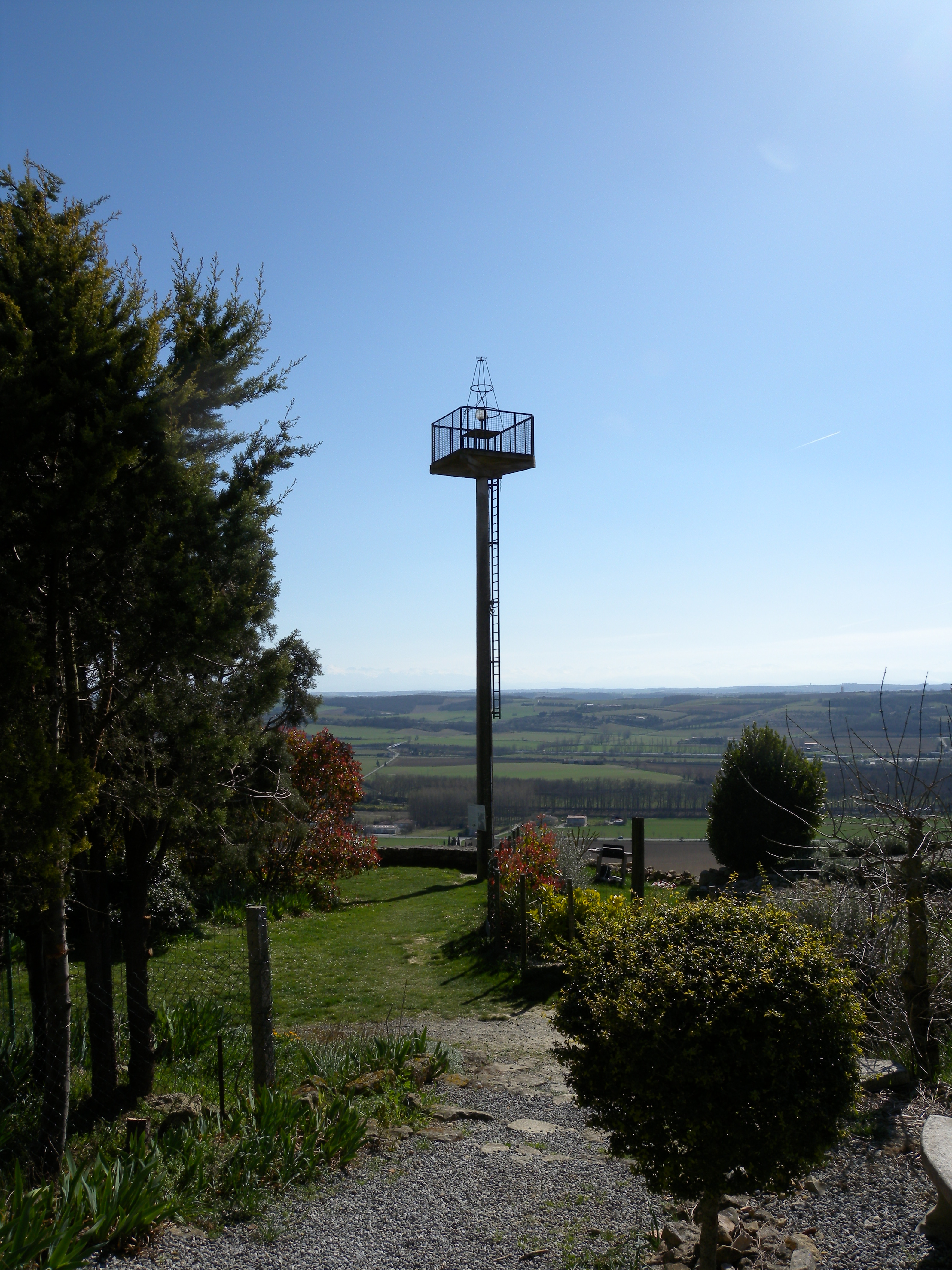
Het luchtvaartbaken te Montferrand

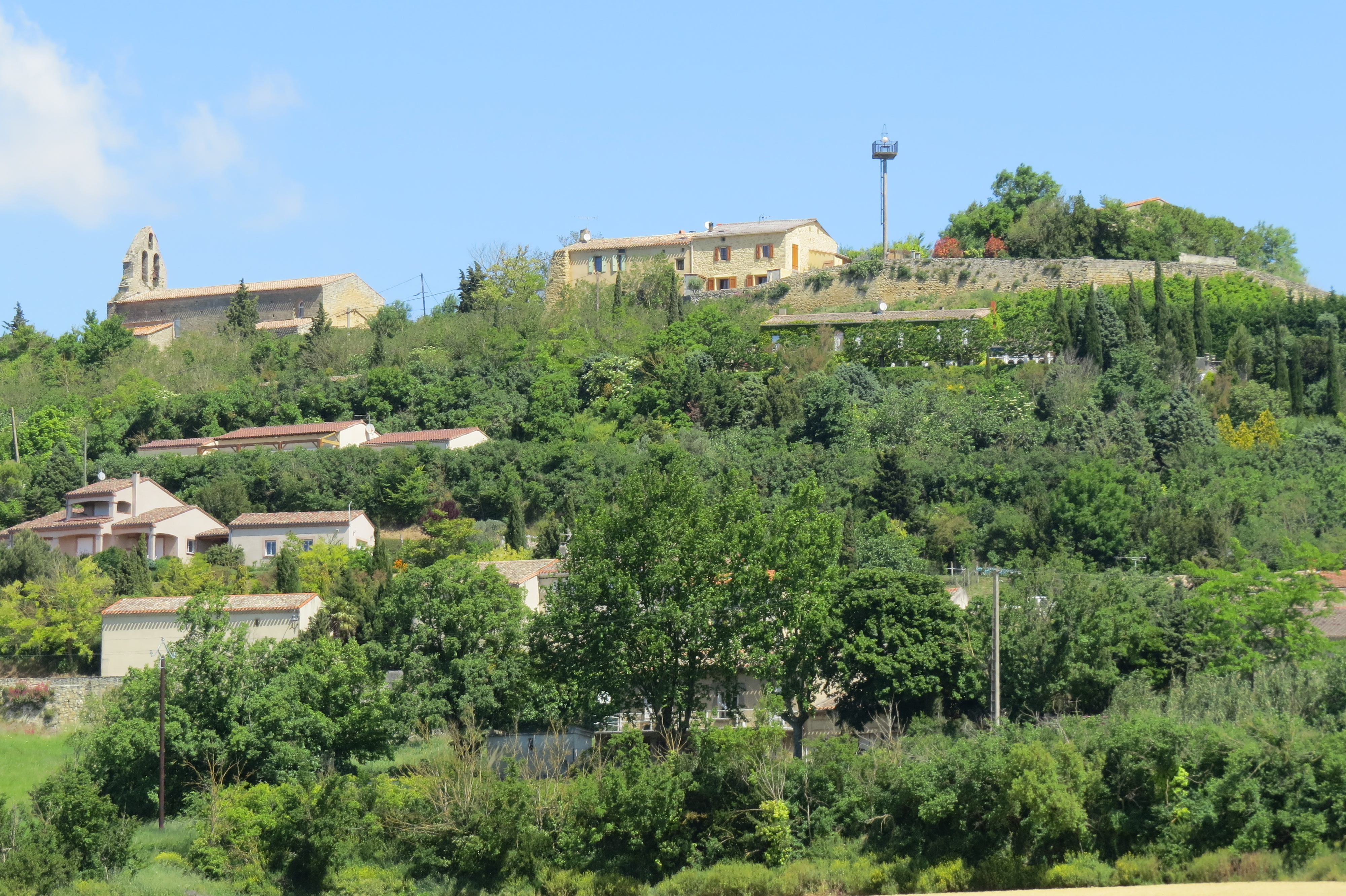
Het luchtvaartbaken te Montferrand

In Frankrijk is in de jaren '20 een netwerk van luchtvaartlichten ((fr) phares aéronautiques) gebouwd. De luchtvaartbakens werden opgericht voor de luchtpost op de reguliere lijnen zoals Londen-Parijs. De tussen grotere plaatsen liggende bakens werden door een lokale beambte (bijvoorbeeld een leraar, veldwachter of molenaar), die per brief of telegram verwittigd was, ontstoken kort voor de passage van het vliegtuig.
Hiermee werd een meer betrouwbare navigatie tijdens nachtvluchten mogelijk.
De bakens waren meestal op een 7 tot 11m hoge pyloon geplaatst, en bestonden uit een platform met daarop een acetyleen- of neonlamp. De lichten knipperden en zonden een morsecode uit, waardoor piloten hun locatie en richting konden bepalen.
Er waren drie soorten lichtopstand:
- bakens der grote navigatie, wit schitterend, bevestigden de koers (met lichtgevende punten bezaaid) aan de piloten. De Eiffeltoren, Mont Valérien en Mont Cindre waren uitgerust met bakens van dit type,
- markeringsbakens waarmee vliegtuigen tijdens hun vlucht vliegvelden konden identificeren. Wit van kleur, met een bereik van ongeveer 40 km. Deze zonden een morseteken uit, die het vliegveld in kwestie aangaf.
- herhalingslichten waren opgesteld bij kleinere plaatsen langs de grote luchtwegen. Deze hadden een rood neonlicht, wat een betere zichtbaarheid in slecht weer gaf. Het bereik was ongeveer 50 km, het onderhoud gebeurde door lokale bewoners.

Er zijn nog een 30-tal bestaande luchtvaartbakens in Frankrijk.

### Nederland

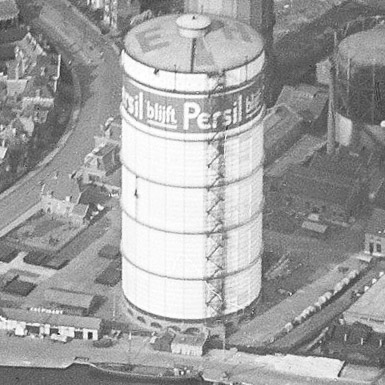
Gashouder Goliath aan het havenhoofd in Eindhoven in de jaren 1930. Bovenop is de luchtvaartcode EH zichtbaar.

Omdat gashouders vanuit de lucht gemakkelijk waar te nemen herkenningspunten waren en de luchtvaart in het begin van de 20e eeuw nog in de kinderschoenen stond, werd in het eerste en tweede decennium van de 20e eeuw een door de Koninklijke Nederlandse Vereniging voor Luchtvaart (KNVvL) ontwikkeld systeem van tweeletterige plaatscoderingen langs Nederlandse luchtroutes op de daken van de gashouders aangebracht. Hierbij werd met de ANWB samengewerkt omdat men dacht aan nationaal en internationaal particulier luchtvaarttoerisme. Iedere gashouder kreeg een code en een pijl die naar het noorden wees. De eerste proef vond plaats in februari 1914 te Deventer. Bij het uitbreken van de Eerste Wereldoorlog in hetzelfde jaar moesten deze markeringen op last van de opperbevelhebber van het leger worden verwijderd zodra Nederland in de oorlog betrokken zou raken. Uit voorzorg werden de markeringen daarna overgeschilderd. Na 1918 keerden ze op diverse plaatsen terug en tot in de jaren 30 waren sommige gashouders nog van markeringen voorzien. Vanwege de ontwikkeling van betere navigatiemiddelen en de dreiging van een nieuwe oorlog zijn ze in de jaren 30 weer verwijderd. Voor zover bekend is Nederland het enige land waar gashouders als luchtvaartbakens zijn gebruikt.

#### Lijst van luchtvaartcodes op Nederlandse gashouders
| AO: Almelo (ook:ALMELO) AH: Arnhem AM: Amsterdam AR: Amerongen BE: Breda BN: Baarn BT: Het Bildt BV: Beverwijk BZ: Bergen op Zoom CB: Culemborg DB: Doesburg | DT: Doetinchem DV: Deventer EB: Elburg EH: Eindhoven EK: Enkhuizen EM: Edam ES: Enschede GD: 's-Gravendeel GI: Goirle GS: Goes HB: 's-Hertogenbosch | HD: Den Helder HK: Harderwijk HO: Hengelo HR: Haarlem HU: Hulst KP: Kampen LC: Lochem MG: Middelburg NK: Nijkerk OH: Oosterhout OI: Oisterwijk | PR: Purmerend RM: Roermond SA: Schagen SH: Schoonhoven SN: Sneek TB: Tilburg TI: Tiel UT: Utrecht VD: Veenendaal VG: Vlaardingen VL: Vlissingen | WO: Woerden WT: West-Terschelling WX: Waddinxveen YS: IJsselstein ZB: Zaltbommel ZT: Zeist ZW: Zwolle |

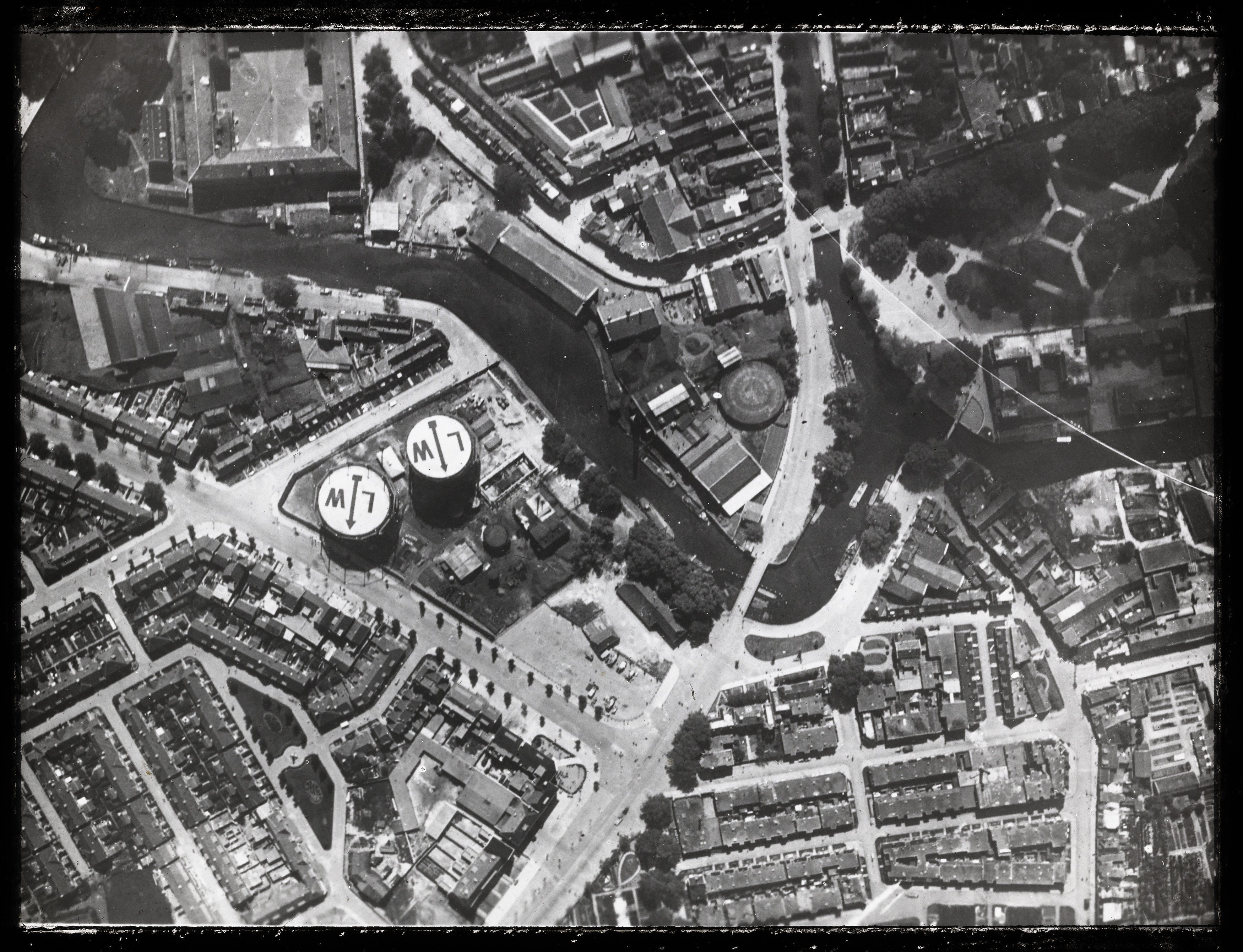
Twee gashouders te Leeuwarden met een noordpijl en identificatieletters

In 1919 werden Alphen aan den Rijn, Bodegraven, Boskoop, Huizen (N-H) en Hoorn aan de lijst toegevoegd.
In 1939 verschijnt in het tijdschrift Het Gas een artikel waarin de camouflage van gashouders wordt beschreven. Deze waren wit vanwege het uitzetten en krimpen onder invloed van zonlicht, maar werden in camouflagekleuren geschilderd om niet op te vallen. Het bleek dat zelfs tijdens maanloze nachten de witte gashouders vanuit de lucht duidelijk zichtbaar waren. Men experimenteerde in Eindhoven met verschillende soorten verf.

### Verenigd Koninkrijk

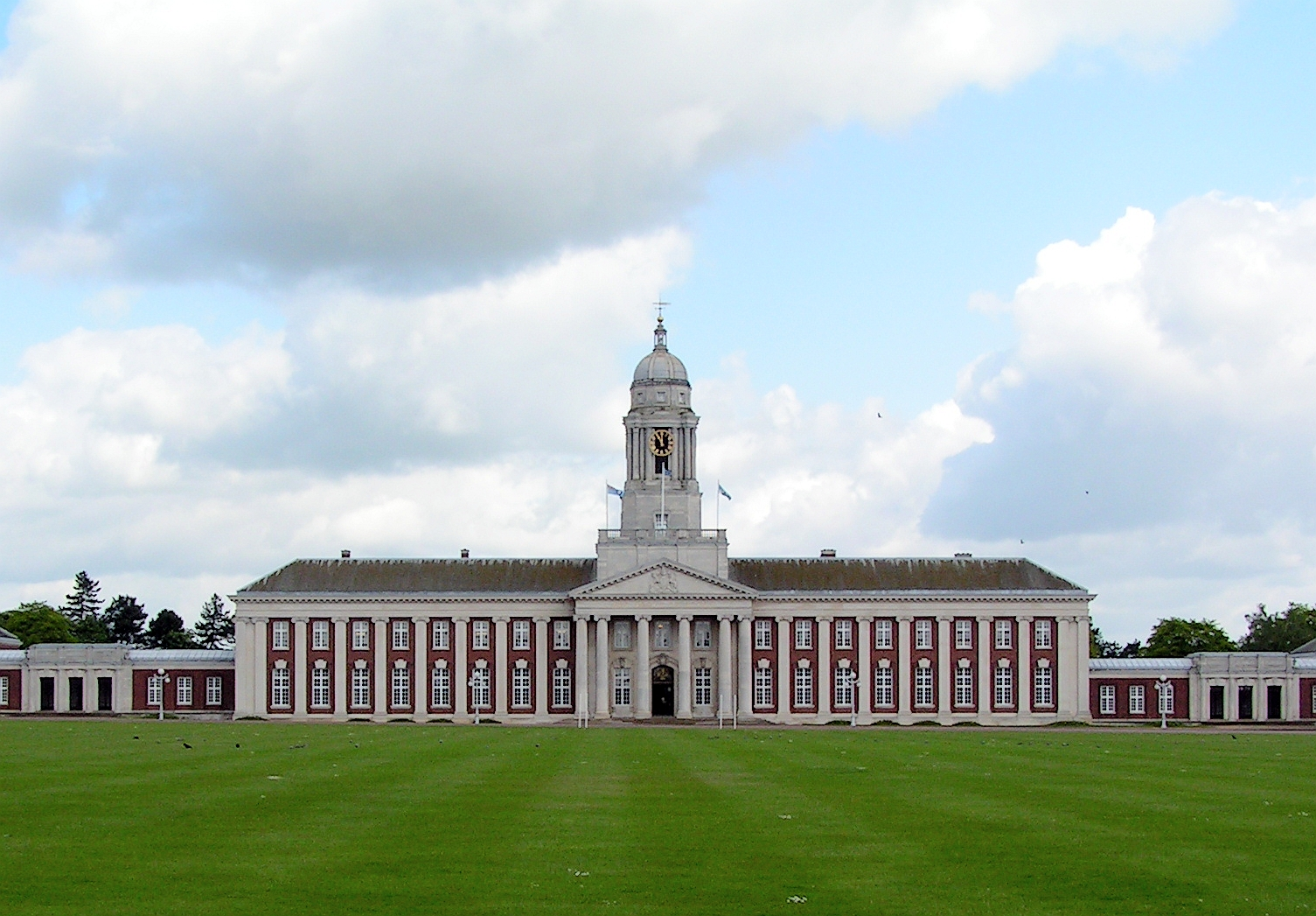
De laatste in bedrijf zijnde luchtvaart-lichtopstand in het VK, bij het hoofdgebouw van het RAF College te RAF Cranwell, Lincolnshire

In het Verenigd Koninkrijk en werd in de jaren 20' en 30' van de 20e eeuw een netwerk van luchtvaartbakens opgericht. Door de opkomst van radionavigatie zoals Non-directional beacon (NDB), VHF omnidirectional range (VOR) en Distance measuring equipment (DME) nam het belang van luchtvaartbakens af. Het laatste nog werkende luchtvaartbaken vormt de koepel van het hoofdgebouw van RAF College te RAF Cranwell. Op het terrein van de De Havilland-campus van de Universiteit van Hertfordshire staat een gerenoveerd luchtmachtbaken.

### Verenigde Staten

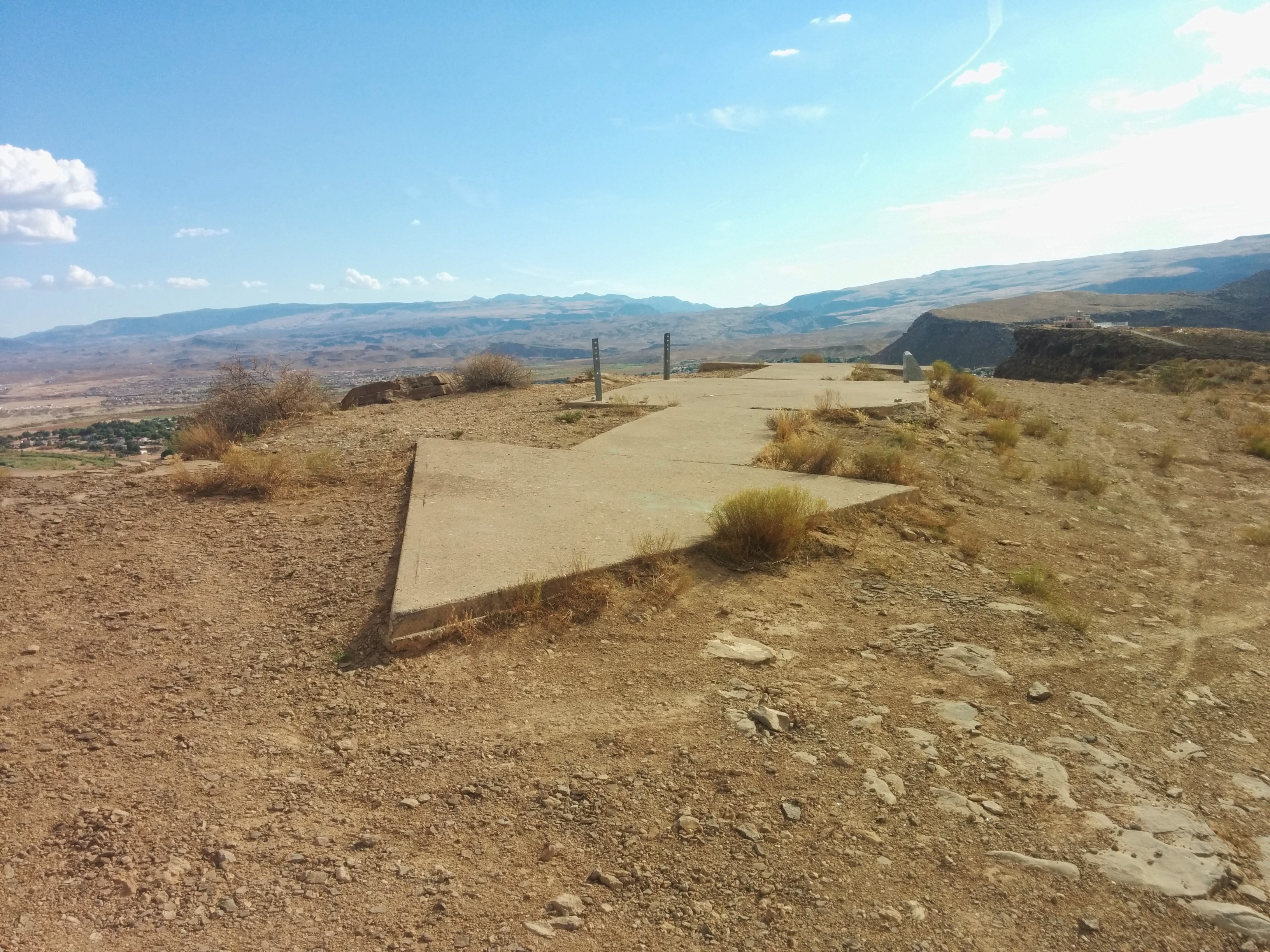
Restanten van Transcontinental Air Mail Route baken 37A, op een heuvel in St. George (Utah), met een betonnen pijl die de richting naar het volgende baken aangeeft

In de Verenigde Staten werden ongeveer 1,500 luchtvaartbakens aangelegd om piloten van stad naar stad te leiden, die een afstand van 29000 km overbrugden. De meeste van deze bakens zijn heden te dage verwijderd, maar de staat Montana onderhoudt er enkele als navigatiehulp in bergachtig terrein.
Een baken is om historische redenen bewaard in Saint Paul (Minnesota) in het Indian Mounds Park op een heuvel die uitkijkt op de Mississippi (rivier).
Een roterend luchtvaartbaken is in continue bedrijf sinds 1929 op Rocky Butte in Portland (Oregon), hoewel het in de jaren '60 zijn betekenis verloor.
Het baken in Grants (New Mexico) is recent gerestaureerd.
Een grote betonnen plaat, in de vorm van een pijl, vormde de bodemplaat van elk baken. Veel van deze funderingsplaten bestaan nog, en zijn zichtbaar op satellietfoto's, zelfs in stedelijk gebied.

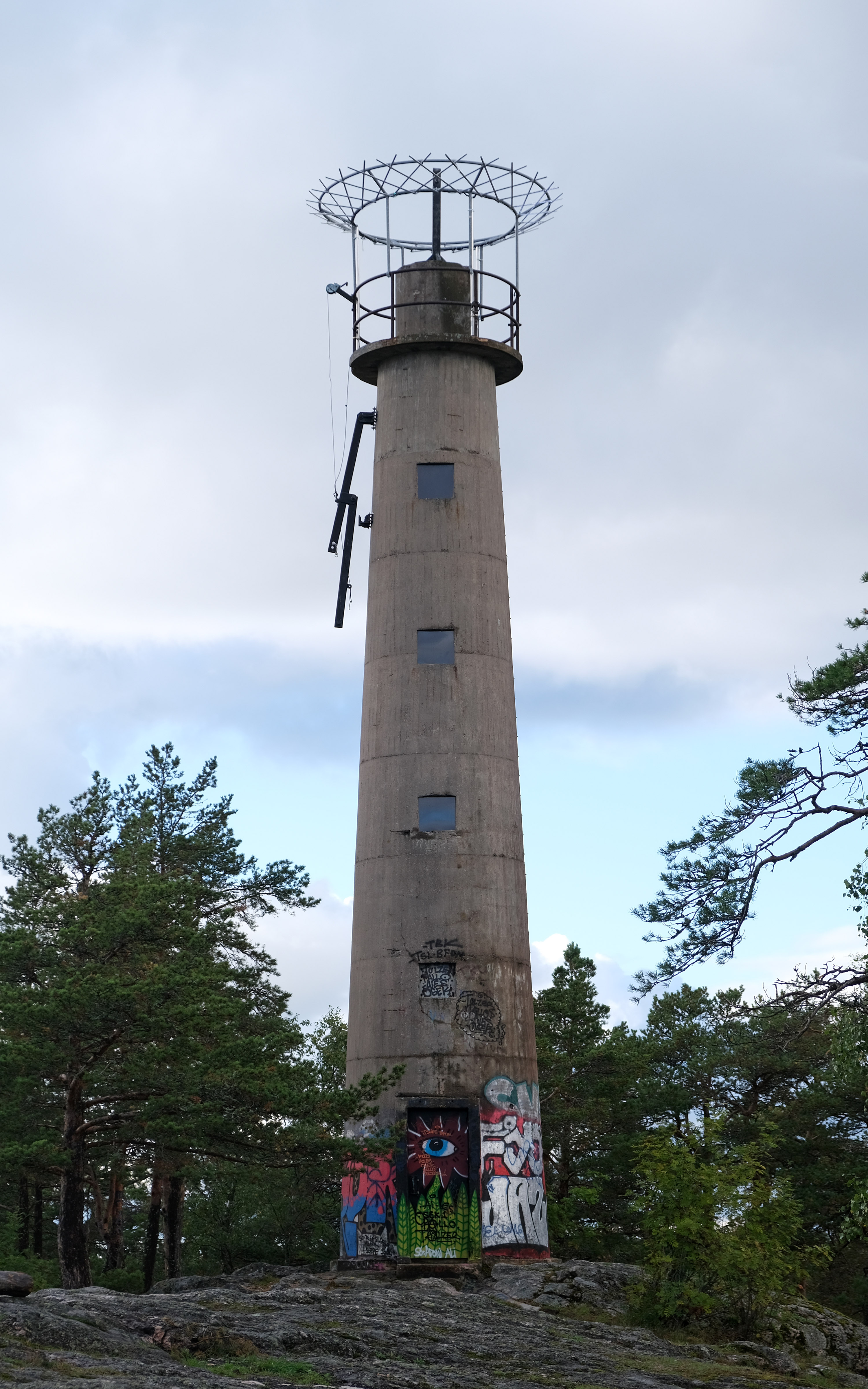
Een luchtvaart-vuurtoren in Pansio, Turku, Finland